# Huevo del palacio de Alejandro
El huevo del palacio de Alejandro es uno de los huevos imperiales de Fabergé fabricado con supervisión del joyero ruso Peter Carl Fabergé en 1908, para el zar de Rusia, Nicolás II. Nicolás se lo presentó como regalo de Pascua a su esposa, Alejandra Fiodorovna. Se conserva en el Museo de la Armería del Kremlin en Moscú, y es uno de los pocos huevos imperiales de Fabergé que nunca se vendieron después de la Revolución Rusa.

## Diseño
El huevo del Palacio de Alejandro está hecho de nefrita siberiana, diamantes, oro, rubíes y acuarelas en miniatura sobre marfil. Su exterior contiene cinco retratos en acuarela en miniatura de los hijos de Nicolás II y la emperatriz Alejandra: Olga, Tatiana, María y Anastasia y el zarevich Alexei. Encima de cada retrato hay una inicial, un monograma de diamante del nombre de pila de cada niño. En el reverso de cada retrato, visible solo desde el interior del huevo, está la fecha de nacimiento de cada niño, incluida Olga: 3 de noviembre de 1895, Tatiana: 29 de mayo de 1897, María: 14 de junio de 1899, Anastasia: 5 de junio de 1901, Alexei: 30 de julio de 1904. El resto de la superficie del huevo está dividido por cinco líneas verticales, tachonadas de diamantes y conectadas entre sí por guirnaldas de oro con incrustaciones de rosas y rubíes. La línea divisoria entre las secciones superior e inferior del huevo también tiene hojas de oro, rubíes y diamantes, junto con dos diamantes triangulares con las iniciales de Alejandra, AF.

## Sorpresa
La sorpresa es una réplica detallada del Palacio de Alejandro, la residencia favorita de la familia imperial rusa en Tsarskoye Selo . La pequeña réplica también detalla los jardines contiguos del palacio. La miniatura está realizada en oro tintado y esmalte. Las ventanas están hechas de cristal de roca, el techo de verde claro esmaltado. La réplica del palacio se coloca sobre una mesa dorada con cinco patas estrechas y altas y se puede sacar del huevo. La base de la réplica tiene una inscripción grabada que dice: "El Palacio de Tsarkoye Selo".

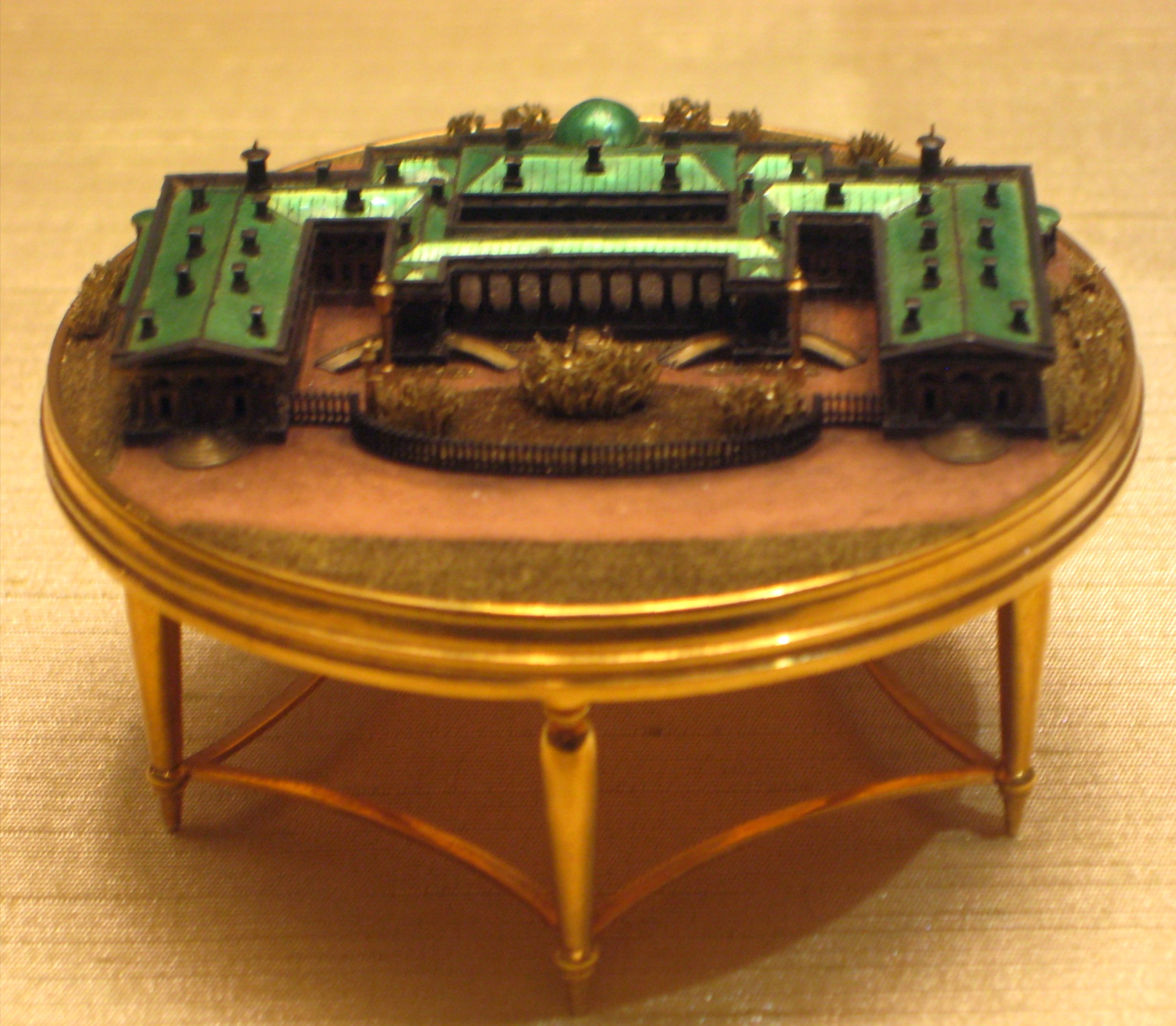
El modelo en miniatura del huevo del Palacio de Alejandro.

## Historia
Fue encargado por Nicolás II en 1908 y presentado a Alejandra. Costó 12.300 rublos. Desde 1913 hasta 1916 permaneció en el Palacio de Alejandro en el Salón Malva de la soberana. En 1917 fue confiscado por el ejército de Kerensky durante la Revolución Rusa, junto con muchos otros tesoros imperiales. Fue transportado desde el Palacio Anichkov a la Armería del Kremlin, donde permaneció. El Huevo del Palacio de Alejandro es uno de los diez Huevos de Fabergé de la colección de la Armería del Kremlin en Moscú. Los otros son: Huevo de la memoria del Azov (1881), Huevo del reloj del ramo de lirios (1899), Huevo del ferrocarril transiberiano (1900), Huevo de hoja de trébol (1902), Huevo del Kremlin de Moscú (1906), Huevo del yate imperial Standart (1909), Huevo de Alejandro III a caballo (1910), Huevo del tricentenario de los Romanov (1913), Huevo militar de acero (1916).
El soporte es una reinterpretación moderna, realizada en 1989 por la Fábrica Experimental de Joyería de Moscú por sugerencia del historiador de Fabergé, Valentin Skurlov.